# Électrocoagulation

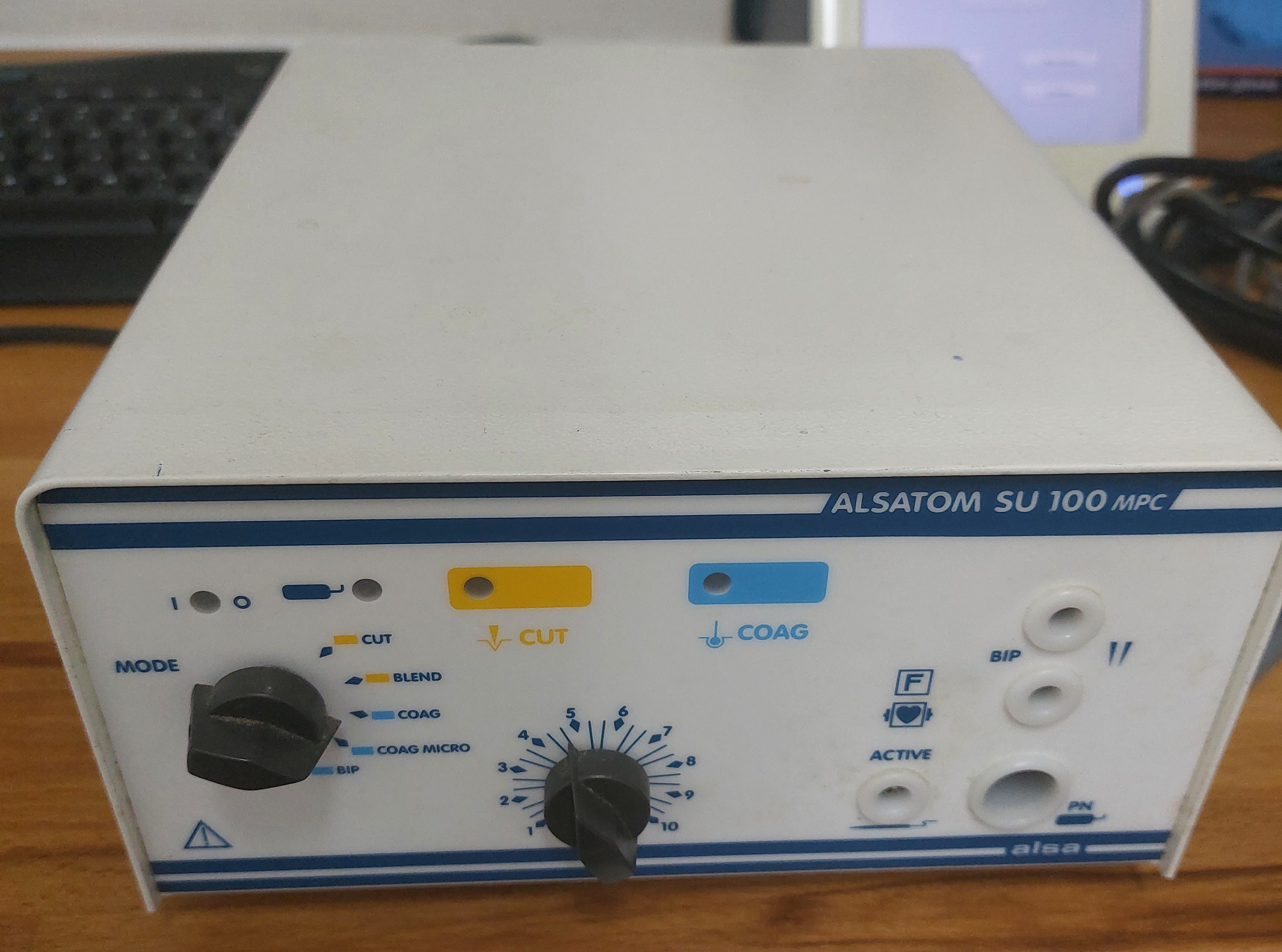
Appareil d'électrocoagulation.

L’électrocoagulation, parfois appelée thermocoagulation, est une technique médicale qui consiste à appliquer une aiguille dans laquelle passe un courant électrique alternatif à haute fréquence au contact d'un tissu. L'application de l'aiguille a pour conséquence la destruction localisée du tissu en contact. Cette méthode est notamment utilisée en dermatologie pour traiter les varicosités, certains angiomes ou certaines verrues mais aussi dans bien d'autres disciplines.